# کویل روگوفسکی

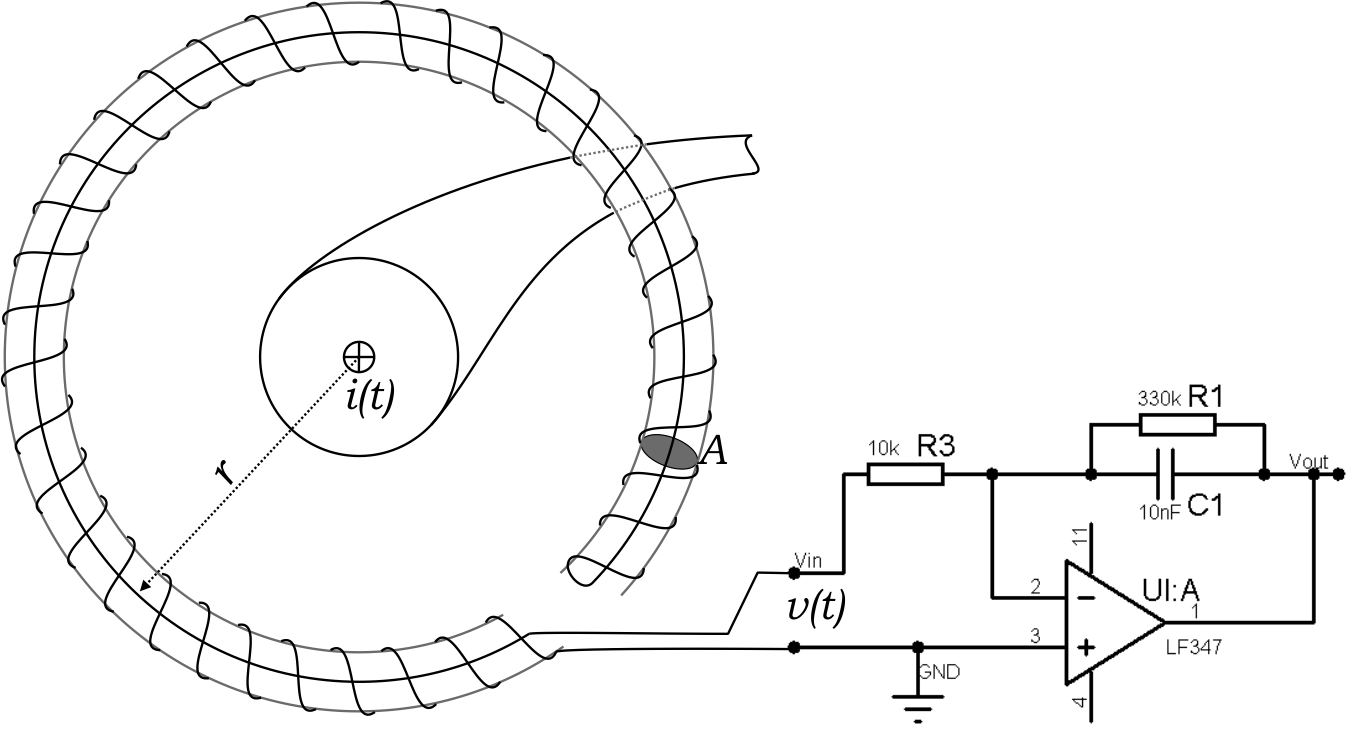

کویل روگوفسکی (به انگلیسی: Rogowski coil) یک وسیلهٔ الکتریکی برای اندازه‌گیری جریان متناوب (AC) یا پالس جریان با سرعت بالا است که نام آن برگرفته از نام والتر روگوفسکی است. این دستگاه شامل یک کویل پیچه است که انتهای یک سمت آن از میان مارپیچ عبور می‌کند و در کنار سر دیگر قرار می‌گیرد.

## کاربردها
- مشخص کردن جریان برای سیستم‌های جوش‌کاری دقیق.
- اندازه‌گیری زمان تنگش پلاسما در دستگاه پلاسمای کانونی.
- جایگزین مناسب به‌جای ترانسفورماتور در مونیتورینگ به‌دلیل هزینهٔ کم و دقت زیاد.

## مزایا و معایب
از مزایای کویل روگوفسکی می‌توان به هزینهٔ ساخت پایین اشاره کرد و همچنین دارای اندوکتانس پایین است. یکی از معایب آن نیز این است که نیازمند استفاده از مدار انتگرال‌گیر است.